# Чернуха (Лисковський район)
Чернуха (рос. Чернуха) — село в Лисковському районі Нижньогородської області Російської Федерації.
Населення становить 444 особи. Входить до складу муніципального утворення Леньковська сільрада.

## Історія
Від 2009 року входить до складу муніципального утворення Леньковська сільрада.

## Населення
| 2002 | 2010 |
| ---- | ---- |
| 562  | ↘444 |